# Daniel Arce
Daniel Arce Ibáñez (Burgos, 22 de abril de 1992) es un deportista español que compite en atletismo, especialista en la prueba de 3000 m obstáculos. Ganó una medalla de oro en los Juegos Europeos de Cracovia 2023 y una medalla de bronce en el Campeonato de Europa de 2022.

## Trayectoria deportiva
Participó en los Juegos Olímpicos de Tokio 2020, donde acabó decimosegundo en su serie preliminar.
En el Campeonato Europeo de 2022 acabó cuarto en la final de los 3000 m obstáculos, pero el atleta que terminó en segunda posición, Ahmed Abdelwahed, fue posteriormente descalificado por dopaje, por lo que Arce recibió la medalla de bronce. También en 2022 alcanzó la final del Campeonato Mundial, donde acabó noveno, puesto que repitió en la edición de 2023. En los Juegos Europeos de Cracovia 2023, en cambio, consiguió la medalla de oro en su prueba de 3000 m obstáculos.
En 2024 disputó otras dos finales internacionales, siendo quinto en el Campeonato de Europa y décimo en los Juegos Olímpicos.
En 2025 participó en el Campeonato de Europa por Equipos, donde consiguió la segunda plaza de su prueba.
Fue campeón de España de los 3000 m obstáculos en 2023 y 2024.

## Palmarés internacional
| Juegos Europeos    | Juegos Europeos   | Juegos Europeos   | Juegos Europeos   |
| Año                | Lugar             | Medalla           | Prueba            |
| ------------------ | ----------------- | ----------------- | ----------------- |
| 2023               | Chorzów (Polonia) | Medalla de oro    | 3000 m obstáculos |
| Campeonato Europeo |                   |                   |                   |
| Año                | Lugar             | Medalla           | Prueba            |
| 2022               | Múnich (Alemania) | Medalla de bronce | 3000 m obstáculos |

## Competiciones internacionales
| Año  | Competición                      | Sede                    | Puesto            | Marca   |
| ---- | -------------------------------- | ----------------------- | ----------------- | ------- |
| 2010 | Campeonato Mundial Júnior        | Moncton (Canadá)        | 21.º (s.)         | 9:10,82 |
| 2011 | Campeonato Europeo Júnior        | Tallin (Estonia)        | 10.º              | 9:13,07 |
| 2018 | Juegos Mediterráneos             | Tarragona (España)      | 8.º               | 8:43,67 |
| 2018 | Campeonato Europeo               | Berlín (Alemania)       | 6.º               | 8:38,12 |
| 2018 | Campeonato Iberoamericano        | Trujillo (Perú)         | Medalla de plata  | 8:36,33 |
| 2019 | Campeonato Mundial               | Doha (Catar)            | 28.º (s.)         | 8:31,69 |
| 2021 | Juegos Olímpicos                 | Tokio (Japón)           | 37.º (s.)         | 8:38,09 |
| 2022 | Campeonato Mundial               | Eugene (Estados Unidos) | 9.º               | 8:30,05 |
| 2022 | Campeonato Europeo               | Múnich (Alemania)       | Medalla de bronce | 8:25,00 |
| 2023 | Juegos Europeos                  | Chorzów (Polonia)       | Medalla de oro    | 8:25,88 |
| 2023 | Campeonato Mundial               | Budapest (Hungría)      | 9.º               | 8:18,31 |
| 2024 | Campeonato Europeo               | Roma (Italia)           | 5.º               | 8:16,70 |
| 2025 | Campeonato de Europa por Equipos | Madrid                  | 2.º               | 8:22,04 |

1. ↑  En esta competición no se entregan medallas por las pruebas individuales